# St. Salvator (Waltersdorf)

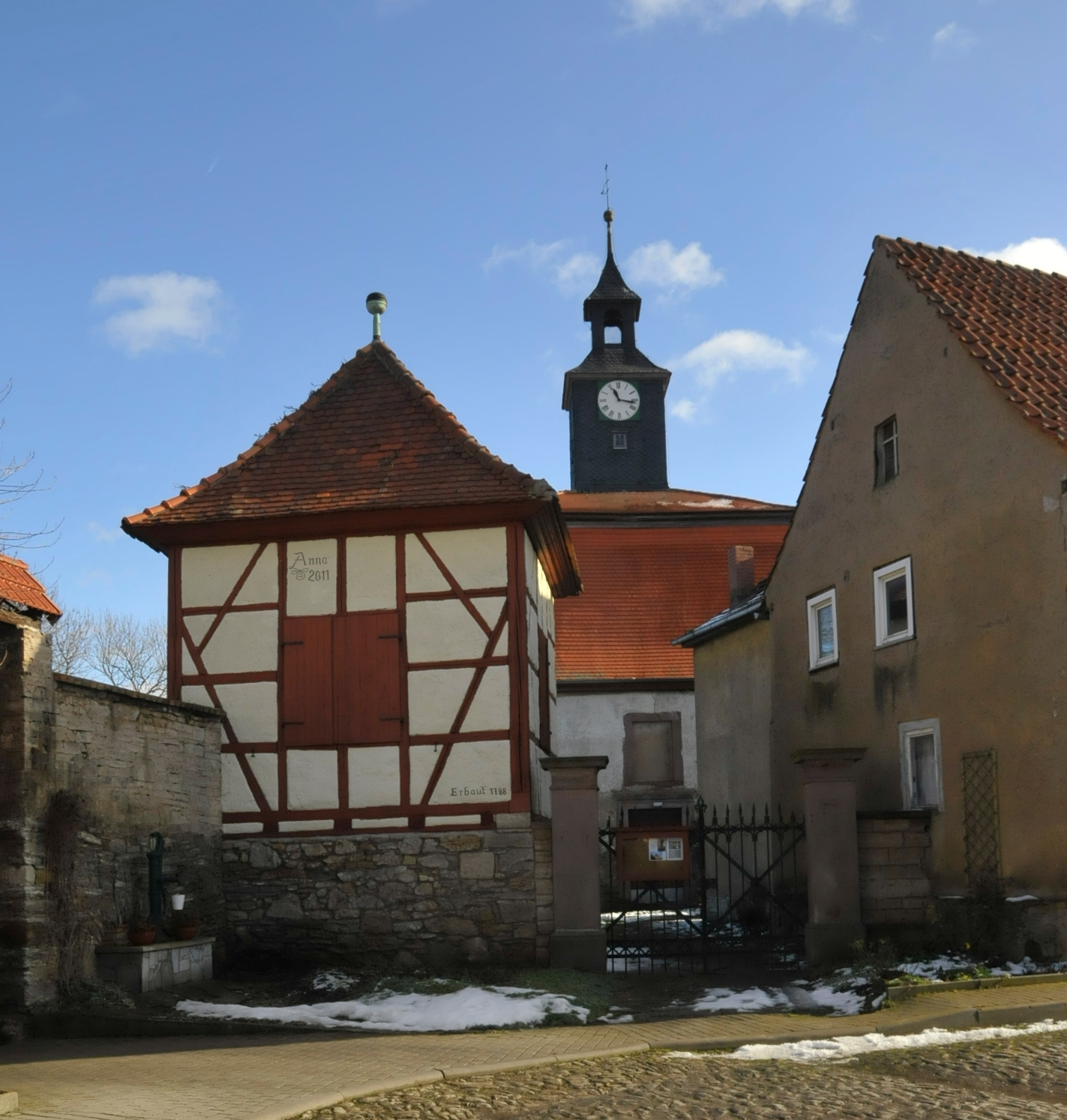
Kirche St. Salvator am Ende der Dorfstraße

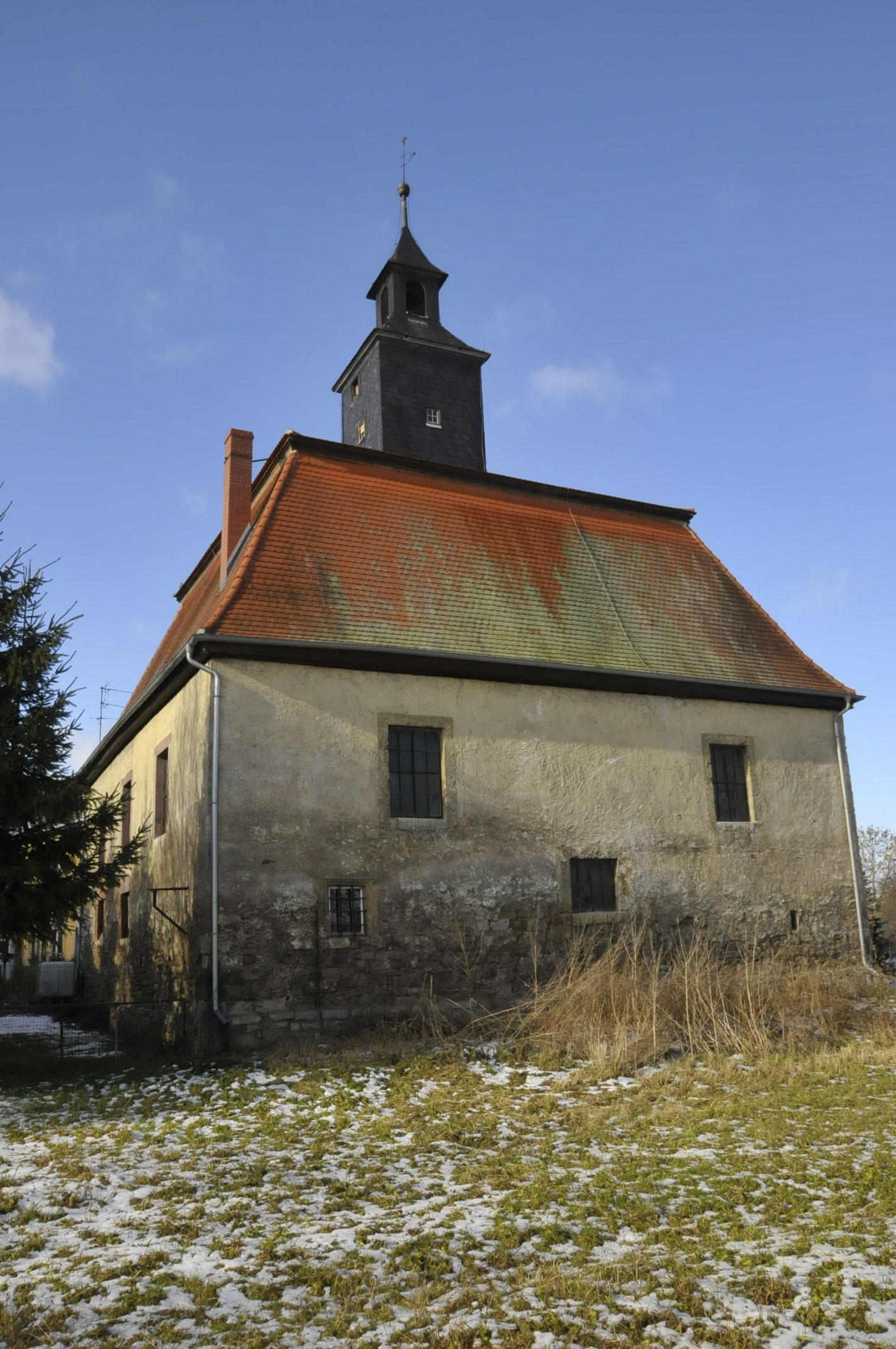
Kirche St. Salvator von Osten

Die Kirche St. Salvator ist die wichtigste Sehenswürdigkeit im  thüringischen Waltersdorf (Ortsteil der Stadt Weißensee) im Landkreis Sömmerda. Sie gehört zum Pfarrbereich Weißensee im Kirchenkreis Eisleben-Sömmerda der Evangelischen Kirche in Mitteldeutschland.

## Lage
Die Kirche steht am östlichen Ortsrand und bildet das optische Ende der von West nach Ost in leichter Schlangenlinie führenden Dorfstraße. Die barocke Kirche steht in der Achse zur Dorfstraße. Sie wurde als quadratischer Zentralbau unter Beteiligung des Deutsch-Ordens-Komtur, Marschall von Bieberstein, von 1711 bis 1713 errichtet.

## Geschichte
Im Jahre 1606 übergab der Komtur von Steinhausen (1591–1611 auf der Kommende in Griefstedt im Amt) der Waltersdorfer Pfarrei einen wiederverkäuflichen Zins von 5 Gulden, den der Rat zu Greußen am heiligen Dreikönigstag zu zahlen hatte. Am 21. und 22. September 1608 fand in den Pfarreien von Scherndorf, Waltersdorf und Riethgen durch Pfarrer Thielemann aus Leubingen als Vertreter des Superintendenten zu Weißensee eine Visitation statt. Im Jahre 1611 vermachte Philipp von Rehen wegen der Kommende Griefstedt der Kirche zu Waltersdorf 50 Thaler. Vermutlich bestand der Kommende gegenüber eine Abgabenpflicht des Herrn Philipp von Rehen, die nun an die Kirche entrichtet werden musste. Das Reformationsfest im Oktober 1617 wurde durch die Pfarrer zu Riethchen und Waltersdorf, Magister Peter Störr und Magister Franz Fischer auf die würdigste Weise eingeleitet und die damals ganz lutherische Bevölkerung des thüringischen Kreises im Amte Weißensee nach allen Richtungen hin gehörig angeregt. In den Ordensdörfern Scherndorf und Waltersdorf starben im Jahre 1625, mitten im Dreißigjährigen Krieg über 100 Menschen und der bisherige Scherndörfer Schulmeister Conrad Keßler wurde als Pfarrer nach Waltersdorf berufen. Pfarrer Thielemann starb im Jahre 1649. Vor ihm waren Johann Gottlieb Schlegel und nach diesem Valentin Schultheiß Pfarrer zu Scherndorf und Waltersdorf. 1684 war Adam Cuno Schulmeister in Waltersdorf, er kam im selben Jahre nach Battgendorf. 1689 wurde Georg Sebastian Müller als Schulmeister in Waltersdorf genannt, und Anfang des 18. Jahrhunderts erschien ein Magister Thilemann als Pfarrer in Waltersdorf.
Im Jahre 1711 wurde die Kirche nach dem Abriss der alten, stark beschädigten St.-Andreas-Kirche erbaut, am 19. Juni 1711 war die Grundsteinlegung auf der Nordostecke des Gebäudes. Damaliger Pastor war M. Johann Christian Köhler. Die Einweihung erfolgte am 1. November 1713 im Beisein vieler Gäste aus nah und fern.

## Ausstattung
Die Einzigartigkeit der Kirche zeigt sich in dem seltenen Baustil und der reichen Ausstattung der Decke mit Stuckelementen. Hier sind auch die Initialen sowie die Jahreszahl der Einweihung 1713 zu finden. Der klassizistische Taufstein aus etwa dem Jahre 1837 ist vermutlich vom Bildhauer Elle aus Stadtilm gefertigt worden. Ähnliche Taufgestelle stehen in Schillingstedt und in Büchel.
Der Turm beherbergt zwei Glocken, von denen eine große Glocke aus dem Jahre 1788 von den Gebr. Ulrich aus Apolda gegossen wurde. Sie soll aus einer im Jahre 1785 gesprungenen Glocke mit der Jahreszahl 1308 umgegossen sein. Die kleinere Glocke mit der Jahreszahl 1921 schmückt ein Wappen, wahrscheinlich das der Ulrichschen Glockengießerei.

## Friedhof

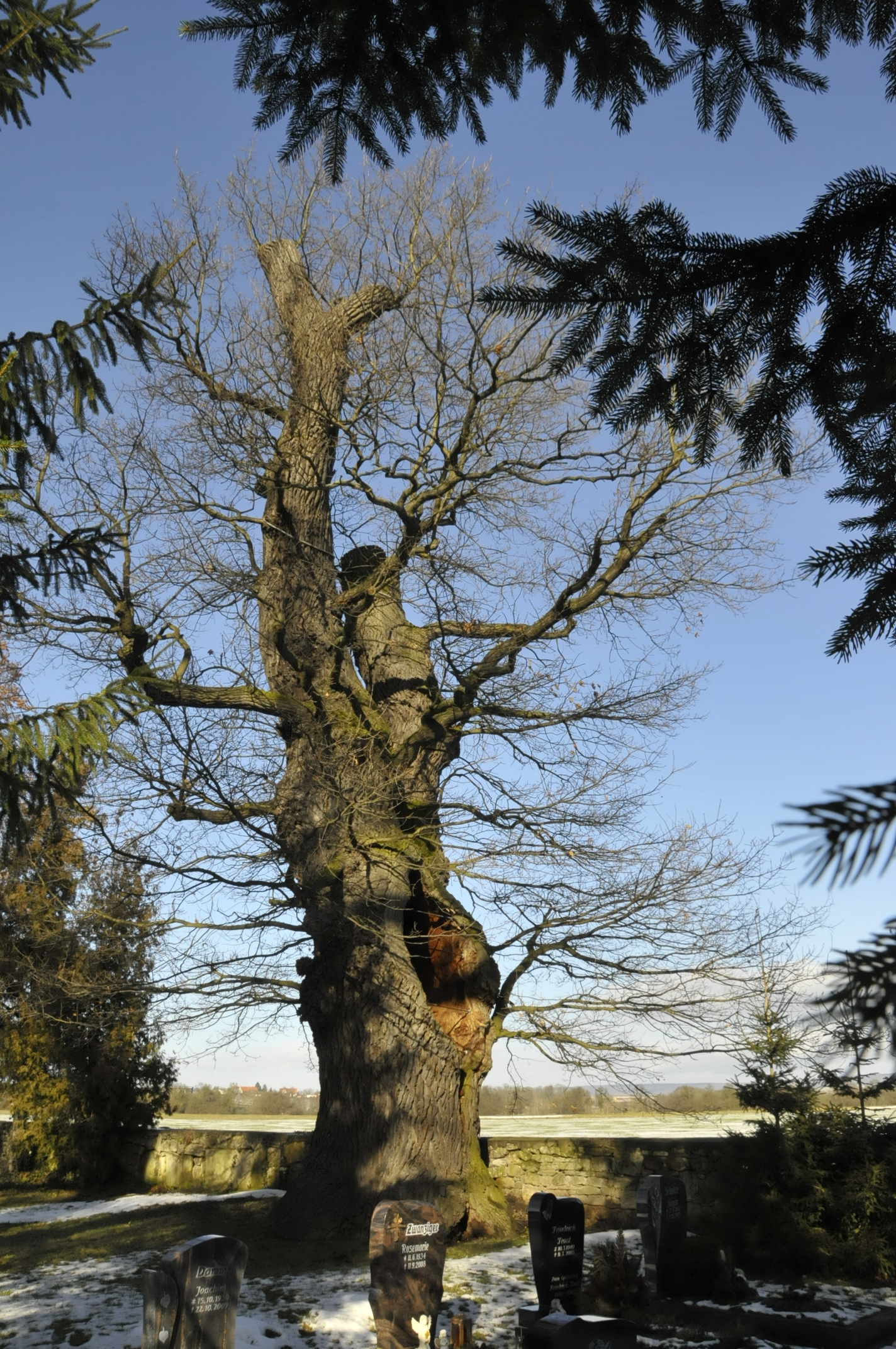
Friedhofseiche

Der Friedhof des Dorfes (Lage), einstmals wohl östlich der Kirche gelegen, befindet sich heute am Westrand des Dorfes, an der Straße nach der Thomas-Müntzer-Siedlung (ehemals Komturei Griefstedt). Abgesehen von den gepflegten Grabanlagen sind zwei besonders dicke, wohl alte Eichen bemerkenswert, von denen eine (Denkmalschutz-Schild) als Naturdenkmal ausgewiesen ist.